# 極楽パロディウス
『極楽パロディウス』（ごくらくパロディウス、GOKURAKU PARODIUS）は、KPEから発売されたパチスロ機。導入日は2010年9月25日。ART搭載で天井はない。コナミのゲーム『パロディウス』シリーズとのタイアップ機。世界観はゲーム作品に準じている。

## 登場人物
- ひかる (声優：中原麻衣)
- あかね (声優：小清水亜美)
- よしこ (声優：?)
- ちちびんたリカ (声優：田中理恵)
- モアイ (声優：小山力也)
- タコスケ (声優：朴璐美)
- ペン太郎 (声優：間島淳司)
- お花ちゃん (声優：?)
- キャプテンペンギンノフスキーIII (声優：間島淳司)
- ミカエル (声優：檜山修之)
- タコA (声優：朴璐美)

### その他
- 「スロうた♪」　(2010年12月22日)